# John J. Winkler
John Jack Winkler (* 11. August 1943 in St. Louis; † 26. April 1990 in Stanford) war ein US-amerikanischer Altphilologe und Benediktinermönch.
John J. Winkler studierte von 1960 bis 1963 an der Saint Louis University Altertumswissenschaften und ging anschließend nach England. Dort schloss er sich einem Benediktinerorden an. 1966 kehrte er in die Vereinigten Staaten zurück und lehrte dort bis 1970 am St. Louis Priorat. 1970 verließ er die Benediktiner und nahm an einem Programm zur Graduiertenförderung für Altphilologie an der University of Texas in Austin teil. 1974 erfolgte Winklers Promotion mit der Arbeit In Pursuit of Nymphs. Comedy and Sex in Nonnos’ “Tales of Dionysos”. Anschließend wirkte er als Assistenzprofessor an der Yale University. 1979 wurde Winkler auf eine Professur an der Stanford University berufen. Dort lehrte er bis zu seinem Aidstod im Alter von 46 Jahren. Winkler gilt als einer der ersten in seinem akademischen Umfeld, die sich offen als homosexuell zu erkennen gaben; er engagierte sich vielfach als Aktivist für die Rechte von Minderheiten.
Winkler beschäftigte sich in seinen Forschungen mit den sozialen Funktionen der attischen Dramen und der Darstellung von sexuellen Konventionen und den Geschlechterrollen im antiken Griechenland. Sein Buch Der gefesselte Eros (The Constraints of Desire) erreichte auch viele Leser außerhalb der akademischen Welt. Die Hälfte der Einkünfte des Buches stiftete er der San Francisco AIDS Foundation. Auf sein Betreiben hin wurde eine schwullesbische Arbeitsgruppe beim US-Altphilologenverband etabliert. Nach seinem Tod wurde zu Winklers Andenken eine Stiftung, der John J. Winkler Memorial Trust, gegründet.
Über dreißig Jahre nach Winklers Tod gaben Kollegen aus seinen nachgelassenen Schriften eine Monografie heraus, die eine umfassende Interpretation der sozialen Funktionen der attischen Tragödie unternimmt. Winkler hatte sie 1988 bei den Martin Classical Lectures in Oberlin College vorgebracht; seiner Lesart zufolge sind die athenischen Dramenaufführungen anlässlich der großen Dionysien die symbolische Zelebrierung der Mannwerdung der männlichen Jugendlichen der Stadt, der sogenannten Epheben. 

## Schriften (Auswahl)
- Auctor & Actor: A Narratological Reading of Apuleius’ «Golden Ass». Berkeley 1985.
- The Constraints of Desire. The Anthropology of Sex and Gender in Ancient Greece. Routledge, New York 1990. – Rezension von A. M. Keith, Bryn Mawr Classical Review 1991.01.18
  - Deutsche Übersetzung: Der gefesselte Eros. Sexualität und Geschlechterverhältnis im antiken Griechenland. Hitzeroth, Marburg 1994, ISBN 3-89398-085-7.
- mit Froma I. Zeitlin: Nothing to do with Dionysos? Athenian Drama in Its Social Context. Princeton University Press, Princeton 1990, ISBN 0-691-06814-3. – Rezension von Mary Blundell, Bryn Mawr Classical Review 1990.01.10
- mit David M. Halperin und Froma I. Zeitlin: Before Sexuality: The Construction of Erotic Experience in the Ancient Greek World. Princeton University Press, Princeton, NJ 1991.
- Rehearsals of manhood: Athenian drama as social practice [bearbeitet von David M. Halperin und Kirk Ormand], Princeton University Press, Princeton 2023, ISBN 9780691206486. – Rezension von Xavier Buxton, Bryn Mawr Classical Review 2024.04.20